# Alissa Jung
Alissa Jung (n. 30 iunie 1981, Münster) este o actriță germană.

## Date biografice
Alissa este fiica lui Burkhard Jung, fostul primar al orașului  Leipzig. Ea a studiat inițial medicină. Între anii 1992 - 1999 poate fi văzută în câteva filme și seriale TV pentru copii. Din 1996 a jucat în diferite piese de teatru, la vârsta de 16 ani este descoperită ca actriță talentată și va primi diferite role în filme și seriale TV transmise de postul ARD.
Alissa a fost căsătorită cu moderatorul Jan Hahn cu care are doi copii. Din toamna anului 2006 este divorțată și acum trăiește împreună cu actrița Janin Reinhardt cu care a inițiat o acțiune de ajutorare a copiilor săraci din Haiti.

## Filmografie
- 1998–2001, 2005: In aller Freundschaft (TV)
- 2000: Küss mich, Frosch (TV)
- 2001: Besuch aus Bangkok (TV)
- 2002–2003: Körner und Köter (TV)
- 2003: SOKO Köln (TV)
- 2004: SOKO Leipzig (TV)
- 2004: Hallo Robbie! (TV)
- 2004: Die Wache (TV)
- 2005: Die Rettungsflieger (TV)
- 2006: Der erste Engel
- 2006–2007: Schmetterlinge im Bauch (Telenovela)
- 2007: Frühstück mit einer Unbekannten (TV)
- 2007: Kommissar Stolberg (TV)
- 2007: SOKO Wismar (Fernsehserie)
- 2008: Im Tal der wilden Rosen (TV, Episodul: Fluss der Liebe)
- 2008: Inga Lindström (TV, Episod: Hochzeit in Hardingsholm)
- 2008: Griechische Küsse (TV)
- 2009: Küstenwache (TV)
- 2010: Tatort (TV)
- 2010: Schafe zählen
- 2010: Rosamunde Pilcher (TV, Episod: Wenn das Herz zerbricht)
- 2010: Des Kaisers neue Kleider (TV)
- 2011: Im Brautkleid meiner Schwester (TV)
- 2012: Ihr Name war Maria (Maria di Nazaret) (TV)
- 2012: Open my Eyes (film)
- 2012: Zweisitzrakete (film/Austria)